# 푸에블로함 피랍 사건

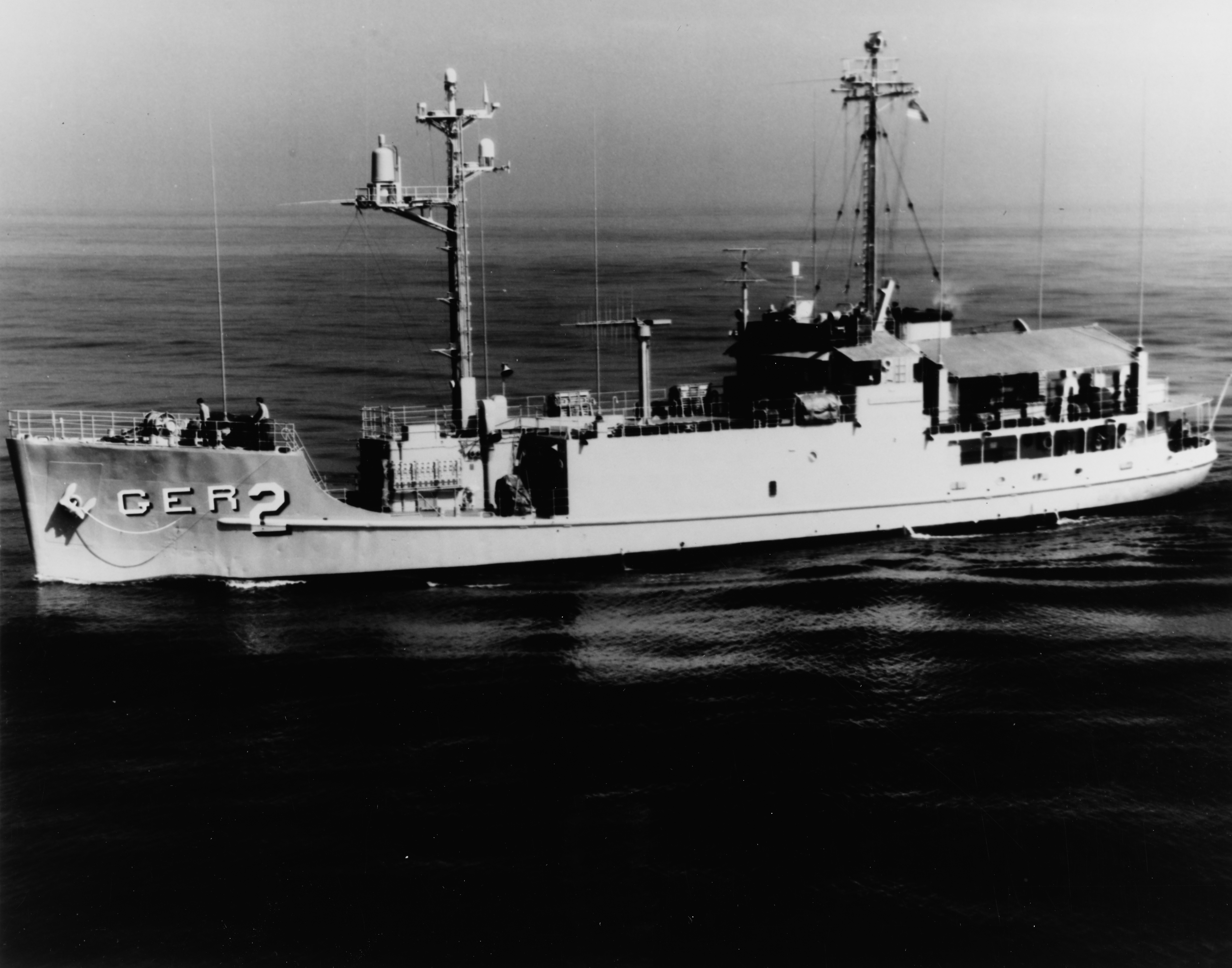
푸에블로호, 1967년 10월

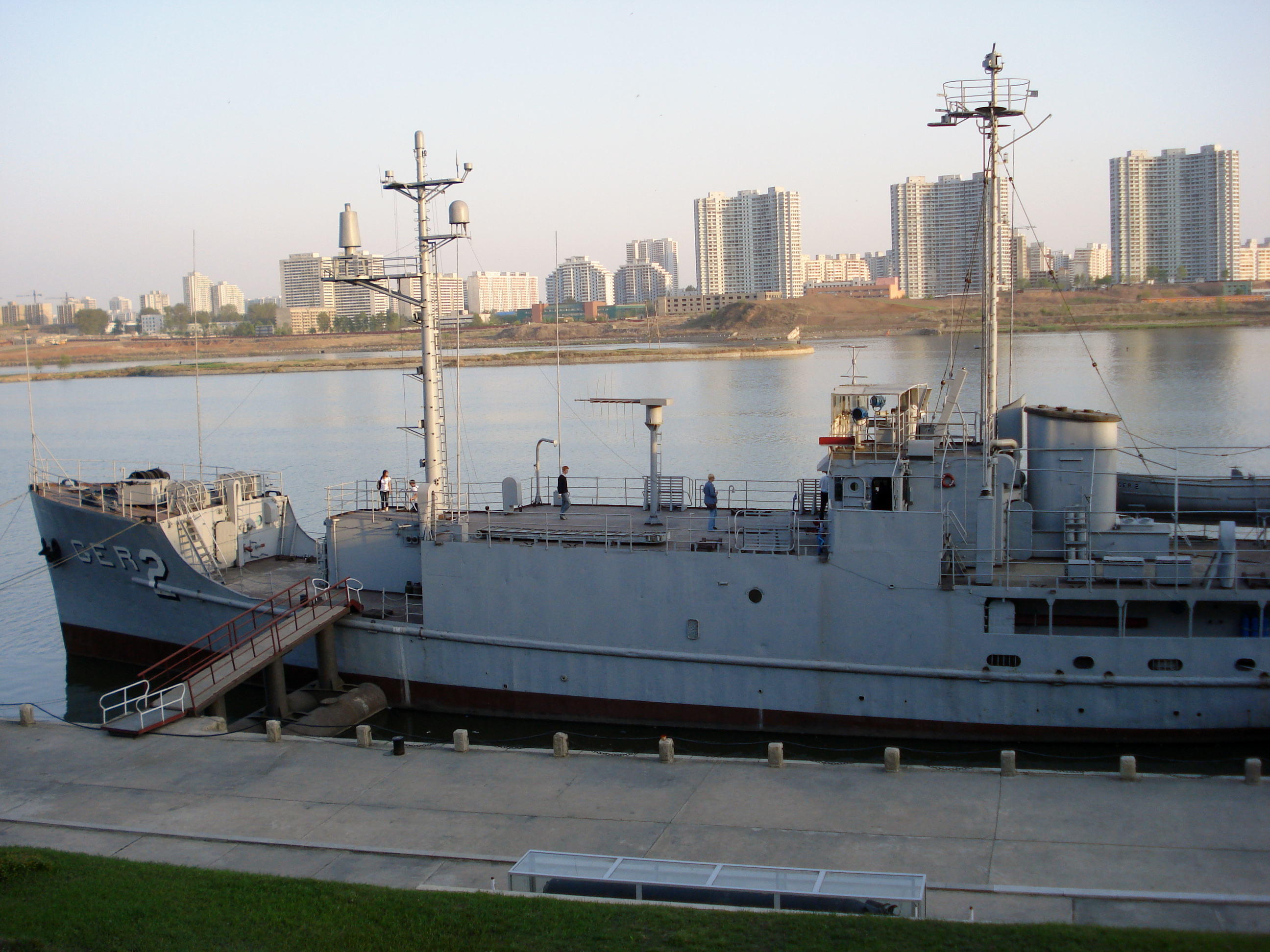
푸에블로호, 2009년 (대동강변)

푸에블로함 피랍 사건(Pueblo Incident)은 1968년 1월 23일 미 해군 소속 정찰함 USS 푸에블로호가 동해 공해상에서 북한 해군에 의해 나포되어 83명의 미 해군 승무원들이 11개월이나 붙잡혀 있다가 풀려난 사건이다. 미 해군 역사상 외국군대에게 자국의 군함이 피납당한 첫번째 사례이며, 푸에블로호는 여전히 나포 상태에 있는 유일한 미 해군 선박이다. 나포된후 줄곧 원산항에 계류되어 있던 푸에블로호는 1998년 경에 대동강변으로 옮겨진후 전시되어 있다.

## 배경

### 북한의 대남도발
1964년 8월 7일 통킹 만 사건을 일으킨후 이를 구실로 베트남 전쟁에 본격적으로 뛰어든 미국은 한국에 참전을 요청하였다. 한국은 1965년 7월에 전투부대 파병을 시작으로 파병인원을 평균 5만 명 수준으로 유지했으며 누적파병 총인원은 약 32만 명을 기록했다. 파병에 따른 미국의 경제지원과 더불어 베트남 특수를 누렸으나 국군전력이 약화되었다. 북한은 국내외 여러 정세가 자신들에게 유리하게 흐르자 이를 좋은 기회라고 판단하여 대남공작을 적극적으로 펼쳤다. 비무장지대에서 도발을 일삼았고 어선들을 납치하는 일도 빈번했다. 1967년 1월에는 동해에서 어로보호작전 중이던 650톤급 해군 경비함이 북한의 해안포 공격으로 격침되는 사건도 발생했다.(대한민국 해군 56함 침몰 사건)

### 1.21 사태
1968년 1월 21일에 북한 124부대 소속 무장군인 31명이 청와대를 기습하여 대통령 박정희를 제거하려다 미수에 그치는 사건이 발생했다. 휴전선을 넘은 무장공비들은 21일 밤 9시 30분경에 서울 청운동 세검정 부근, 청와대 앞 500미터까지 진출하였다. 창의문 근처에서 있었던 경찰의 불시검문에 불응하면서 총격전이 벌어졌고 무장공비들이 도주하기 시작했다. 이들을 잡기위해 비상경계태세가 내려진 가운데 군경합동 소탕작전을 버린 결과, 31명중 29명이 사살되었고 1명은 북으로 도주하였으며 1명이 생포되었다. 그 와중에 민간인을 포함해 30명이 사망하고 52명이 부상을 입었다. 이 같은 사실이 1월 22일 언론보도를 통해 알려지면서 안보불안속에 빠져있던 국민들은 바로 다음날 경악과 충격스러운 소식을 접하게 된다. 세계 최고 강대국인 미국의 해군함정이 북한에게 납치당하는 사건이 벌어진 것이다.

## 발단

### 푸에블로호
미 해군소속의 함정으로 첩보 수집을 위해 화물선을 개량해 만든 배인데, 1944년 건조되었을 당시에는 미 육군 수송사령부에서 보급선으로 사용되었다. 10년간 사용되던 이 배는 1954년 퇴역한 후 사용되지 않고 방치되어 있다가 1966년 개조하여 첩보 수집 임무에 활용하고자 미국 해군이 인수했다. 일반 해양 관측용 선박으로 위장한 푸에블로호는 미국에서 시험 과정을 거친 후 1967년 11월 전자정보 수집 임무를 위해 일본으로 출항했다. 일본에 도착한 후 주일 미국 해군사령부에서 작전 준비를 마치고 1968년 1월 11일, 83명의 승무원을 태우고 사세보(Sasebo)항을 출항했다.

### 첩보 수집 활동
1968년 1월 23일 오전 11시 30분경, 북한 원산 앞바다에서 해양 조사선으로 위장한 미군의 정찰함 푸에블로호가 항해중이었다. 일본에서 출항한후 블라디보스톡에 있는 소련의 극동 기지를 정찰한 뒤 북한의 동해안에서 정보를 수집하고 있었다. 하지만 1월 23일 정오경 원산앞바다에서 1척의 북한의 초계정으로부터 무전으로 “국적을 밝히라”는 요구를 받고 “미국 소속”이라고 답변했다. 이에 북한 함정은 “정지하지 않으면 발포하겠다”고 위협해 왔고, 미 해군은 “공해 상에 있다”는 답전으로 이를 거절하였다. 약 1시간 후 북한 함정의 지원을 받고 3척의 무장 초계정과 2대의 미그기가 도착하여 포위하였다.

## 전개

### 푸에블로호 나포
북한 미그기들이 주변을 선회하고 있는 동안 한 척의 북한 초계정이 접근하였으며 무장군인들이 푸에블로호 (AGER-2)에 승선하였다. 이때가 12:40분이었다. 푸에불로호는 “무력 저항을 하지 않았다”면서 원산항으로 끌려간다고 보고하였다. 이 과정에서 도망을 시도하다가 3명이 부상당하고 1명이 피살된다. 훗날, 미 해군측은 자국의 함선이 공해상인 동경 127도 54분, 북위 39도 25분에 있었으므로 불법납치라고 주장하였다. 북한은 푸에블로호가 북한의 영해를 침범했고 나포 위치는 동경 127도 46분 북위 39도 17분이라고 주장하여 양측의 주장이 엇갈렸다.

### 미국의 군사적 대응
사건이 발생하자 미국은 일본에서 월남으로 항해중인 핵 항공모함 엔터프라이즈 호와 3척의 구축함을 진로를 변경시켜 원산만 부근에서 대기토록 하였으며, 25일에는 해공군의 예비역 14,000여 명에게 긴급 동원령을 내렸다. 전투기를 비롯한 항공기 372대에 대한 출동태세를 갖추도록 했으며, 오산과 군산기지에 2개 전투기대대를 급파하는 등 군사적 조치를 취해 나갔다.
28일에는 추가로 2척의 항공모함과 구축함 1척 및 6척의 잠수함을 동해로 이동시킴으로써 한반도에는 전운이 감돌기 시작하였다. 소련을 통한 외교교섭이 소련의 거부로 실패하자, 미국 측은 한국정부의 반발을 무릅쓴 채 북한당국과의 비밀협상에 들어갔다.

## 결과

### 북미간 협상
1월 24일 11시, 판문점에서 군사정전위원회 본회의가 열렸다. 미국은 푸에블로호가 북한 육지로부터 16마일 떨어진 동경 127°54′3″, 북위 39°25′공해상에서 납북되었다고 주장하면서 승선원 전원과 푸에블로호의 즉각 송환을 요구하였다. 이에 북한측은 피납 지점은 동경 127°46′, 북위 39°17′으로 북한 영해 침범하였다고 주장하였다. 미국이 소련에게 중재를 요청했으나 거절당하였다. 국제적십자사를 통해 북한적십자사와 접촉하였으나 실효를 거두지 못했다. 미국이 해외에서 북한과 간접 접촉을 시도하던 가운데, 1월 30일에 북베트남군이 구정공세를 펼쳤다. 베트남 전쟁에서 전세가 불리하게 돌아가자 미국은 난감했다. 이런상황하에 한반도에서 또 다른 전쟁을 수행할 수는 없었기 때문이다. 미국은 군사적 대응을 포기하고 판문점에서 북한과 비밀협상을 하게 되었다. 1968년 2월 2일 세번째 가진 비밀협상에서 미국이 영해 침입을 시인, 사과하는 조건으로 승무원을 송환한다는 조건에 합의했으나 북한은 승무원 석방에 따른 대가를 요구하였다.

### 승무원 송환
북한은 학대와 고문을 통하여 푸에블로호 승무원들에게 영해침범과 간첩행위를 했다는것을 시인하고 자백서에 서명하도록 강요했다. 또한 이 사건을 미국이 불법적으로 북한의 영해를 침범하고 간첩행위를 감행한 것으로 정의하고 이를 대내외적으로 선전하며 최대한으로 이용했다. 사건발생 후 11개월이 지난 1968년 12월 23일 판문점 '돌아오지 않는 다리'를 통해 승무원 82명과 유해 1구가 송환되었다. 푸에블로호 함정과 거기에 설치된 비밀전자장치는 몰수하였다. 미국은 이 송환을 위해 북한에 대해 푸에블로호의 북한 영해침범을 시인·사과하는 요지의 승무원석방문서에 서명하였는데, 이는 후일 미국의회에서 정치문제가 되기도 하였다.

## 푸에블로호 옮기는 방법
푸에블로호는 보통강에 전시되어 있는데 평양에서 원산까지 이어져 있지 않아서 어떻게 옮겼는지 밝혀진 바로는 위장을 철저히 한 후 동쪽 원산 앞바다에서 한반도 영해 밖으로 나가 남쪽 제주도와 일본 사이 공해를 거쳐 서쪽 대동강변으로 옮겼다고 하며 미국도 3일 후에나 알았다.

### EC-121 격추 사건
이 사건이 마무리된 불과 4개월 후인 1969년 4월 15일 미 해군 정찰기 EC-121가 동해 북방한계선(NLL)에서 북한에 의해 격추됨으로써 또다시 한반도에 급박한 상황이 연출되었다. 승무원 31명을 태우고 일본에서 출발한 미 해군 EC-121 정찰기는 동해 북방한계선 부근에서 북한에 의해 격추되어 승무원 전원이 사망했다. 이 사건이 발생하자 미국은 한반도 주변에 항공모함 엔터프라이즈 호를 급파하는 등 한반도에 정세가 긴박하게 돌아갔다.

## 미국의 대북인식 변화
푸에블로호 사건에 대한 존슨 행정부의 초기 인식은 냉전적 사고에 지배를 받고 있었다. 미국은 푸에블로호 사건 이전부터 갖고 있었던 대북인식에 기초하여 푸에블로호 사건의 배경을 소련과 북한의 공모, 베트남 전쟁에서 미국의 관심을 돌리기 위한 시도 등으로 해석하고 있었다. 이러한 해석에도 불구하고 미국은 베트남 전쟁을 수행하는 상황에서 한반도에 제2의 전쟁을 수행할 수는 없었다. 이 시기 미국의 대한반도 정책은 베트남 전쟁과같은 글로벌 전략의 일부였기 때문에 푸에블로호 사건도 전략적 수준의 선후관계 속에서 전개되었다. 이러한 구조적 틀 속에서 북미협상에 임했던 미국은 동맹국인 한국을 안심시키는 동시에 나포된 승무원을 송환해야 하는 두 가지 목표가 서로 충돌하는 딜레마에 빠졌다.
결과적으로 미국은 북한의 의도대로 북미 간 직접협상에 집중할 수밖에 없었다. 북한은 나포 당시에는 군사적 충돌까지 감수했으며 군사정전위원회 비공개 협상에서 강경한 자세를 고수했다. 북미협상을 통해 북한은 국가간의 관계를 부각시키고 국내정치적으로 주체사상의 성과를 선전했다. 무엇보다 미국과 협상을 지속하면서 미 국무부의 직접 개입으로 전개된 협상자체가 북한의 국가적 위상을 높이는 결과를 가져왔다. 그럼에도 미국은 협상 주도권을 북한에게 넘겨줄 수밖에 없었다. 이처럼 미국의 협상력(negotiation power)이 제한된 이유는 국가로 인정하지 않고서 협상을 진행하기 어렵다는 인식의 변화에도 불구하고 이를 한국과 미국 국내에 공개할 수 없었던 현실 때문이었다. 그 결과 미국은 박정희 정부의 방기 우려, 북한의 강경한 자세 그리고 미국의 연루 우려라는 3중 제약 속에서 전례 없는 기묘한 타협을 이끌어냈다. 나아가 밴스 특사의 방한 이후 존슨 행정부 내에서 북한에 대한 연구가 시작되었다는 점은 미국의 대북인식 변화를 보여주는 또 다른 근거였다.

## 배상및 반환 요구

### 배상요구
2021년 2월 24일, 미국 연방법원이 푸에블로호 억류 사건과 관련하여 북한에 23억 달러(약 2조5800억원)를 배상하라는 판결을 내렸다. 생존귀환 승무원들과 그 유족들은 억류기간동안에 고문과 가혹행위, 정신적 학대를 당했다고 주장하며 2018년 2월 미국법원에 집단소송을 제기하였다. 법원이 24일 공개한 판결문에 따르면 배상 대상은 푸에블로호 승조원과 유족 등 171명이다. 이들은 억류로 인한 피해와 정신적 고통에 따른 위자료, 귀국 후 정상적인 생활을 하지 못한 데 따른 경제적 피해를 고려해 각각 배상금액을 책정받았다.
일반적으로 외국 정부는 주권 면책 특권에 따라 미국 법원에서 소송을 당하지 않는데, 미 의회는 지난 2016년 테러지원국에 대해서는 예외를 둔다는 규정을 신설했다. 북한은 1988년 테러지원국으로 지정됐다가 2008년에 해제됐는데, 트럼프 행정부 시절인 2017년 11월 오토 웜비어사망 사건을 계기로 북한을 테러지원국으로 재지정하면서 북한을 상대로 소송을 제기할 수 있는 길이 열렸다. 그러나 원고들이 당장 피해를 구제받을 길은 없다. 미국과 해외에 있는 북한 자산에 대해 소유권을 주장하는 방식으로 배상금을 받아내는 방법도 있지만, 현실적으로 조선민주주의인민공화국 지도자 때문에 자산을 찾아내기가 쉽지는 않기 때문이다. 조선민주주의인민공화국은 재판과정중에 별다른 대응을 하지 않았고 미국법원의 배상 명령에도 응하지 않았다.

## 셔먼호 격침비
북한은 1986년 9월2일 대동강변에 셔먼호 격침비를 세웠으며 그 바로 옆에 1968년 1월에 북한이 나포한 미국의 첩보선 푸에블로호를 정박시켜 대미(對美) 항전의 `전리품'으로 전시하고 있다. 남과 북 모두 제너럴 셔먼호 사건을 구한말 구미 열강의 침략 사례로 기록하고 있지만 미국과 적대관계에 있는 북한은 셔먼호 격침비까지 세우고 매년 이 사건을 대대적으로 기념하고 있다. 또한, 북한은 김정일의 고조부인 김응우(1848∼1878)가 1866년 9월 대동강을 거슬러 평양에 불법 침입한 제너럴셔먼호를 침몰시키는 데 앞장섰다고 선전하고 있다.

## 같이 보기
- 1·21 사태
- EC-121 격추 사건
- 대한민국 해군 56함 침몰 사건
- 울진·삼척 무장 공비 침투 사건